# Jacobus Wilhelmus Sauer
Jacobus Wilhelmus Sauer (1850 - 24 juillet 1913) est un homme politique afrikaner, député du parlement de la colonie du Cap dans Aliwal North (1875-1904 et 1908-1910), député du parlement sud-africain dans Aliwal North (1910-1913) et ministre dans les gouvernements de la colonie du Cap et de l'Union de l'Afrique du Sud.

## Origine et études
D'ascendance germanique, fils d'un fermier, ancien landdrost de Smithfield dans l'État libre d'Orange, J.W. Sauer nait à Burghersdorp dans la colonie du Cap en 1850. Il poursuit des études de droit et devient avocat dans la ville du Cap en 1871.

## UnCape Liberal
Il est élu au parlement de la colonie du Cap en 1875 où il représente la circonscription de Aliwal North.
Il adhère à une ligne libérale et progressiste et devient l'un des représentants emblématiques de la tradition libérale du Cap. En 1876, au début de sa carrière politique, il rompt avec le premier ministre John Gordon Sprigg à cause de sa politique indigène discriminatoire et milite pour faciliter l'inscription sur les registres électoraux des populations xhosas intégrées à la colonie. En 1883, il encourage sans succès le journaliste Xhosa John Tengo Jabavu à se présenter aux élections. Fervent partisan de l'extension du droit de suffrage aux femmes, Sauer apporte également son soutien à la ligue d'émancipation des femmes et soutien en 1907 avec les députés Antonie Viljoen et James Molteno la première tentative d'octroi du droit de vote aux femmes quelle que soit leur race

## Ministre des gouvernements de la colonie du Cap
Bon orateur, bien que l'anglais ne soit pas sa langue maternelle, son alliance politique avec John X. Merriman en fait des frères siamois de la politique locale. Il devient secrétaire aux Affaires autochtones dans le cabinet du Premier ministre Thomas Scanlen (1881-1884) et poursuit sa carrière ministérielle dans les gouvernements de Cecil Rhodes (1890-1893), WP Schreiner (1898-1900) et de JX Merriman (1908-1910).
En 1893, à la suite de scandales financiers révélant un certain niveau de corruption au sommet politique de la colonie, Sauer rompt avec Cecil Rhodes et participe activement à la chute de son gouvernement. Si Rhodes parvient à former un nouveau gouvernement, Sauer consolide l'opposition libérale dans le Parti sud-africain qu'il préside et dont le programme repose sur la défense du libre-échange du commerce, la mise en place d'un gouvernement multiracial et l'enseignement obligatoire. Dans son combat, Sauer dispose du soutien de John X. Merriman et de John Tengo Jabavu. Il se montre également de plus en plus hostile à l'impérialisme britannique et tente de faire abolir les droits et chartes accordées à Rhodes.

## Pacifiste et utopiste
Lors de la seconde guerre des Boers débutée en 1899, Sauer est accusé de soutenir les rebelles du Cap alors qu'il tente de les dissuader de se soulever contre l'autorité britannique. Son frère est toutefois reconnu coupable de rébellion et est emprisonné.
En 1901, J.W. Sauer se rend à Londres avec Merriman pour tenter de convaincre le gouvernement britannique de cesser les hostilités contre les Républiques boers mais, accusé d'être "Pro-Boers", la Chambre des communes refuse de le recevoir et les réunions publiques auxquels il participe sont perturbées par les partisans de la guerre Sauer perd son siège de député d'Aliwal North en 1904 qu'il reconquiert en 1908 et entre au gouvernement formé par Merriman
En 1908, Sauer est également délégué à la convention nationale chargée de proposer une constitution pour les 4 colonies d'Afrique du Sud. Durant les discussions, il soutient la mise en place d'un système électoral de franchise non-raciale mais cette idée est impopulaire auprès des délégués des autres colonies d'Afrique australe. Au sein même de la colonie du Cap, il est relativement isolé et ne dispose que de quelques soutiens. Il propose alors l'extension du système électoral du Cap (avec une franchise pour les populations de couleur) à toute la future Afrique du Sud, et ce, en tant que mesure temporaire avant l'octroi de droits politiques à toutes les populations noires. Au vu de la réaction largement hostile des autres délégués, ses propositions révèlent plutôt une certaine naïveté de sa part, notamment concernant l'extension des droits civiques et il se retrouve à défendre (avec succès) le maintien du système électoral du Cap et de la franchise pour les populations de couleur. Néanmoins, le bilan de la convention est pour lui une déception.

## Ministre dans le gouvernement sud-africain

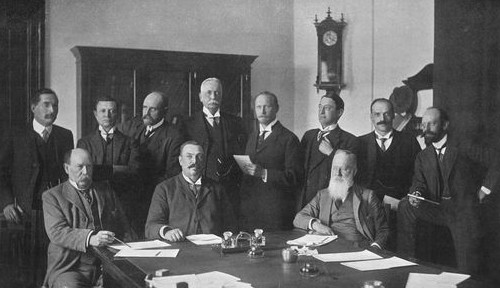
Le premier cabinet de l'Union sud-africaine en 1910 dirigé par Louis Botha.
Debout de gauche à droite : J.B.M. Hertzog, Henry Burton, F.R. Moor, C. O'Grady Gubbins, Jan Smuts, H.C. Hull, F.S. Malan, David Graaff. Assis de gauche à droite : J.W. Sauer, Louis Botha, Abraham Fischer

À la suite de la formation de l'union de l'Afrique du Sud le 31 mai 1910, Sauer est nommé par Louis Botha au sein du premier gouvernement national en tant ministre des Chemins de fer et des ports. En juin 1912, il quitte les chemins de fer pour le portefeuille de l'agriculture. Il est alors également le chef de l'assemblée en l'absence du premier ministre. Après la révocation de James B. Hertzog le 20 décembre 1912, Sauer est nommé ministre de la Justice et du Développement constitutionnel et ministre des affaires indigènes.

### Le promoteur du Natives Land Act
La nomination de Sauer au poste de ministre des affaires indigènes est reçu avec grande satisfaction par les dirigeants des mouvements noirs car ils considèrent Sauer comme un allié et que celui-ci entretient de bonnes relations avec eux. Mais cette nomination intervient au moment où les fermiers du Transvaal et de l'État libre d'Orange exigent que des mesures politiques et économiques soient prises à l'encontre des squatters (noirs) et que le régime de propriété foncière soit réformé pour empêcher l’achat de terres par des Noirs dans des zones considérées comme blanches. Leurs demandes sont relayées par leurs députés au parlement et au gouvernement qui craint un étiage de son électorat dans ces provinces politiquement importantes. 

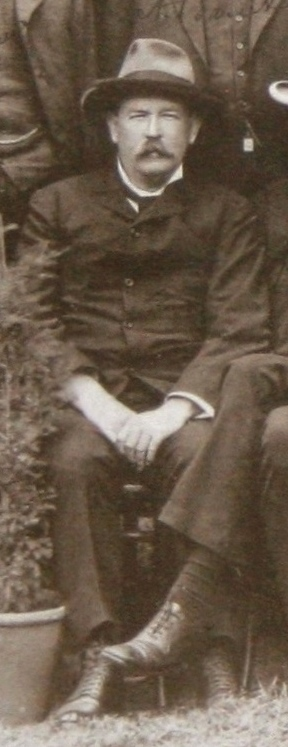
Jacobus Wilhelmus Sauer en 1908

En mars 1913, Sauer présente alors un projet de loi, le Natives Land Act (« loi sur la propriété foncière indigène »), initialement rédigé par J.B.M. Hertzog, son prédécesseur à cette fonction, en conformité avec les propositions de la Commission Lagden et du rapport du Comité des affaires autochtones dirigé par Henry Burton.
Ce projet de loi prévoyait les conditions d'achat, de location, de propriété et d'occupation des terres sur l'ensemble du territoire sud-africain par les populations noires et blanches, désignant "en tant que terres d'origines" 8,9 millions d'hectares (7 % de la superficie du territoire sud-africain) à la propriété exclusive des populations noires (concrètement, les réserves indigènes et tribales). Les dispositions de cette loi allaient avoir des répercussions importantes sur les conditions de travail des populations noires dans les zones rurales et urbaines. Le projet de loi impliquait concrètement qu'aucun Blanc ne pouvait acquérir de terre ou de propriété foncière dans les zones désignées pour les populations noires mais également qu'aucun Noir ne pouvait acheter ou louer des terres en dehors de ces zones. Cette loi ne pouvait cependant, pour des raisons constitutionnelles, être appliquée dans la province du Cap. John Tengo Jabavu, Sauer et plusieurs députés soutiennent le projet de loi car des dispositions ont été ajoutées mentionnant que la superficie serait augmentée et que davantage de terres seraient par conséquent attribuées au titre de la propriété noire. Pour d'autres députés, il s'agit d'ancrer le principe que l'Afrique du Sud est le pays de l'homme blanc et que la ségrégation régit les relations avec la population noire.
Ce projet de loi est adopté par le parlement à une large majorité en juin 1913 malgré l’opposition de Merriman et du petit groupe des libéraux du Cap alors que John Dube et ses alliés pétitionnent auprès de Louis Botha et du gouverneur général pour que le texte soit retiré. Par ricochet, John Tengo Jabavu perd toute crédibilité auprès de sa famille politique tandis que Sauer, autrefois perçu comme un allié, fait figure de traitre de libéral blanc. Le Natives Land Act sera finalement l'un des textes emblématiques préfigurant la politique d'apartheid menée à partir de 1948.
J.W. Sauer décède en juillet 1913, à peine un mois après avoir fait adopter cette loi.

## Vie privée
Marié à Mary Cloete, J.W. Sauer a trois enfants dont Magda Sauer (1890-1983), la première Sud-Africaine diplômée en architecture et Paul Sauer, futur ministre.